# Luis Guilherme
Luis Guilherme Lira dos Santos (* 9. Februar 2006 in Aracaju) ist ein brasilianischer Fußballspieler, der als Mittelfeldspieler für den Premier-League-Klub West Ham United spielt.

## Karriere

### Verein

#### Palmeiras
Der in Aracaju geborene Luis Guilherme spielte in zahlreichen Fußballschulen seiner Heimatstadt, bevor er 2017 zu Palmeiras São Paulo wechselte. Im Juni 2022 unterschrieb er seinen ersten Profivertrag beim Verein. Im Januar 2022 war Luis Guilherme Teil der Mannschaft, die 2022 zum ersten Mal die Copa São Paulo de Futebol Júnior gewann. Im November 2023 verlängerte er seinen Vertrag mit einer Gehaltserhöhung und einer Ausstiegsklausel von 55 Millionen Euro.
Luis Guilherme gab am 12. April 2023 sein Debüt in der ersten Mannschaft, als er in der zweiten Halbzeit für José Manuel López beim 4:2-Heimsieg gegen Tombense für die diesjährige Copa do Brasil eingewechselt wurde. Am 24. April 2024 erzielte er in der 96. Minute sein erstes Tor für Palmeiras und sicherte damit einen 3:2-Auswärtssieg gegen Independiente del Valle in der Gruppenphase der Copa Libertadores 2024.

#### West Ham United
Am 13. Juni 2024 gab West Ham United offiziell die Verpflichtung von Luis Guilherme bekannt. Dabei unterzeichnete Guilherme einen Fünfjahresvertrag bei West Ham United, nachdem er von Palmeiras gewechselt war. Die Transfersumme belief sich auf 23 Millionen Euro und fünf Millionen zusätzliche Kosten.

### Nationalmannschaft
Er wurde für das Montaigu-Turnier 2022 in die brasilianische U17 berufen, wo er in vier Spielen drei Tore erzielte und Brasilien nach 38 Jahren zum Turniersieg verhalf. Luis Guilherme wurde später für die U20-Südamerikameisterschaft 2023 in die brasilianische U20 berufen und war damit der jüngste Spieler der brasilianischen U20-Mannschaft im 21. Jahrhundert. Luis Guilherme spielte in fünf Spielen und kam dabei insgesamt auf 191 Minuten. Damit trug er zu Brasiliens erstem U20-Südamerikameistertitel seit 12 Jahren bei und sicherte Brasilien nach achtjähriger Abwesenheit einen Platz bei der U20-Weltmeisterschaft.

## Spielstil
Als technischer Mittelfeldspieler mit guten Entscheidungen auf dem Spielfeld ist Luis Guilherme für seine Geschwindigkeit bekannt und erreichte im Finale der Copa do Brasil Sub-17 2022 gegen Vasco da Gama eine Höchstgeschwindigkeit von 36,4 km/h. Er nennt den argentinischen Fußballspieler Lionel Messi als seine Inspiration. Am 11. Oktober 2023 wurde er von der britischen Zeitung The Guardian neben seinen Palmeiras-Teamkollegen Endrick und Vitor Reis zu einem der besten Spieler des Jahrgangs 2006 weltweit gekürt.

## Erfolge
Palmeiras
- Campeonato Brasileiro de Futebol: 2023
- Staatsmeisterschaft von São Paulo: 2024